# SWOCC
Stichting Wetenschappelijk Onderzoek Commerciële Communicatie (SWOCC) is een onderzoeksinstituut dat in 1995 is opgericht door Giep Franzen. Jaarlijks werkt de SWOCC ongeveer vier wetenschappelijke onderzoeken uit op het gebied van merken en communicatie. Deze onderzoeken worden in de vorm van publicaties beschikbaar gesteld aan zogeheten begunstigers, bedrijven die de SWOCC financieel steunen. De SWOCC is gelieerd aan de Universiteit van Amsterdam.

## Geschiedenis
De SWOCC is in 1995 opgericht op initiatief van Giep Franzen en Jan van Cuilenburg. Van Cuilenburg gaf destijds leiding aan de opleiding Communicatiewetenschap aan de Universiteit van Amsterdam. Franzen was sinds 1993 bijzonder hoogleraar commerciële communicatie aan diezelfde universiteit. Voordat hij bij de universiteit in dienst kwam, was Franzen werkzaam bij reclamebureau FHV (Franzen, Hey en Veltman). In 2004/2005 was er het jaar van samenwerking tussen SWOCC en SCC (School voor Commerciële Communicatie), de master-opleiding voor art directors en copywriters in Amsterdam (1995-2005). Giep Franzen heeft in 2008 zijn functie als bestuurslid van de SWOCC neergelegd en was tot 2019 beschermheer van de stichting; Mary Hoogerbrugge is sindsdien beschermvrouwe van de SWOCC.

## Onderzoek
SWOCC voert per jaar ongeveer vier wetenschappelijke onderzoeksprojecten uit. De resultaten worden gepresenteerd in publicaties, die beschikbaar zijn voor begunstigers van de stichting.